# اینتراویژن
اینتراویژن (انگلیسی: Entravision) شرکت رسانه‌ای آمریکایی است، که در سال ۱۹۹۸ تأسیس شد.